# ZARD Premium Box 1991-2008 Complete Single Collection
《ZARD Premium Box 1991-2008 Complete Single Collection》은 일본의 밴드 ZARD의 박스 세트로서, 2008년 5월 28일 발매되었다. (CD: JBCD-2008-1~49) 첫 싱글 〈Good-bye My Loneliness〉부터 당시의 마지막 싱글 〈날개를 펼쳐/사랑은 어두운 곳 안에서〉까지 44장의 싱글에, 다른 아티스트와 공동으로 발매한 싱글 4장을 더해 49장의 싱글과 미발표 곡 1곡, 특전 DVD까지 총 50장으로 구성되어 있다.
2002년 팬클럽 회원만을 대상으로 《PREMIUM BOX 1991-2001》을 발매했던 이력이 있으며, 본 박스 세트는 2002년 발매되었던 것에 싱글이 더 추가된 구성이다. 따라서 기존 《PREMIUM BOX 1991-2001》를 구입했던 소비자들을 위해 《ZARD PREMIUM BOX 2002-2008》를 수주로 한정 판매하기도 했다.
본 작에 수록된 미발표 곡 1곡은 2002년 발매된 세트에 처음 수록되었던 〈약속없는 사랑〉이다.

## 수록 작품
- 각 싱글별 트랙 리스트는 개별 문서와 거의 동일하며, 수록된 곡들은 개별 문서를 확인한다. 단 〈이방인〉만이 가라오케 버전, 즉 보컬이 없는 편곡이 모두 제거되어있어 원판과 크게 다르다.

### 싱글
| #   | 제목 | 재생 시간 |
| --- | --- | --------- |
| 1.  | 〈〈Good-bye My Loneliness〉〉 |           |
| 2.  | 〈〈이상하네...〉〉 (不思議ね… 후시기네[*])                                                                                           |           |
| 3.  | 〈〈이제 찾지 않아〉〉 (もう探さない 모사가사나이[*])                                                                                 |           |
| 4.  | 〈〈잠 못드는 밤을 안고〉〉 (眠れない夜を抱いて 네무레나이요루오다이테[*])                                                            |           |
| 5.  | 〈〈IN MY ARMS TONIGHT〉〉 |           |
| 6.  | 〈〈지지마세요〉〉 (負けないで 마케나이데[*])                                                                                         |           |
| 7.  | 〈〈그대가 없어요〉〉 (君がいない 키미가이나이[*])                                                                                    |           |
| 8.  | 〈〈흔들리는 마음〉〉 (揺れる想い 유레루오모이[*])                                                                                    |           |
| 9.  | 〈〈조금 더 조금만 더...〉〉 (もう少し あと少し… 모스코시 아토스코시[*])                                                              |           |
| 10. | 〈〈절대 잊지 않겠어요〉〉 (きっと忘れない 킷토와스레나이[*])                                                                         |           |
| 11. | 〈〈이 사랑에 지칠때도/Boy〉〉 (この愛に泳ぎ疲れても/Boy 코노아이니오요기츠카레테모/ -[*])                                            |           |
| 12. | 〈〈이렇게 곁에 있는데도〉〉 (こんなにそばに居るのに 콘나니소바니이루노니[*])                                                         |           |
| 13. | 〈〈당신을 느끼고 싶어요〉〉 (あなたを感じていたい 아나타오칸지테이타이[*])                                                           |           |
| 14. | 〈〈Just believe in love〉〉 |           |
| 15. | 〈〈사랑이 보이지 않아〉〉 (愛が見えない 아이가미에나이[*])                                                                           |           |
| 16. | 〈〈이별인사는 지금도 가슴 속에 있어요〉〉 (サヨナラは今もこの胸に居ます 사요나라와이마모코노무네니이마스[*])                         |           |
| 17. | 〈〈마이 프렌드〉〉 (マイ フレンド 마이 후렌도[*])                                                                                    |           |
| 18. | 〈〈마음을 열고〉〉 (心を開いて 코코로오히라이테[*])                                                                                  |           |
| 19. | 〈〈Don't you see!〉〉 |           |
| 20. | 〈〈너를 만나고 싶어지면...〉〉 (君に逢いたくなったら… 키미니아이타쿠낫타라[*])                                                       |           |
| 21. | 〈〈바람이 흘러 지나가는 거리〉〉 (風が通り抜ける街へ 카제가토오리누케루마치에[*])                                                    |           |
| 22. | 〈〈영원〉〉 (永遠 에이엔[*]) |           |
| 23. | 〈〈My Baby Grand ~따스함이 필요해서~〉〉 (My Baby Grand 〜ぬくもりが欲しくて〜 - 누쿠모리가호시쿠테[*])                              |           |
| 24. | 〈〈숨도 쉴 수가 없어〉〉 (息もできない 이키모데키나이[*])                                                                            |           |
| 25. | 〈〈운명의 룰렛을 돌리며〉〉 (運命のルーレット廻して 운메이노루렛토마와시테[*])                                                       |           |
| 26. | 〈〈새로운 문 ~겨울의 해바라기~〉〉 (新しいドア ～冬のひまわり～ 아타라시이도아 후유노히마와리[*])                                    |           |
| 27. | 〈〈GOOD DAY〉〉 |           |
| 28. | 〈〈MIND GAMES〉〉 |           |
| 29. | 〈〈세계는 분명 미래에서〉〉 (世界はきっと未来の中 세카이와킷토미라이노나카[*])                                                       |           |
| 30. | 〈〈아플 정도로 그대가 넘치고 있어〉〉 (痛いくらい君があふれているよ 이타이쿠라이키미가아후레테이루요[*])                             |           |
| 31. | 〈〈이 눈물 별이 되어라〉〉 (この涙 星になれ 코노나미다 호시니나레[*])                                                                |           |
| 32. | 〈〈Get U're Dream〉〉 |           |
| 33. | 〈〈promised you〉〉 |           |
| 34. | 〈〈상쾌한 그대의 기분〉〉 (さわやかな君の気持ち 사와야카나키미노키모치[*])                                                           |           |
| 35. | 〈〈내일을 꿈꾸며〉〉 (明日を夢見て 아시타오유메미테[*])                                                                              |           |
| 36. | 〈〈눈을 감고서〉〉 (瞳閉じて 히토미토지테[*])                                                                                        |           |
| 37. | 〈〈좀 더 가까이서 그대의 옆모습을 보고 싶어〉〉 (もっと近くで君の横顔見ていたい 못토지카쿠데키미노요코가오미테이타이[*])             |           |
| 38. | 〈〈더없이 소중한 것〉〉 (かけがえのないもの 카케가에노나이모노[*])                                                                   |           |
| 39. | 〈〈오늘은 편안하게 이야기해요〉〉 (今日はゆっくり話そう 쿄와윳쿠리하나소[*])                                                         |           |
| 40. | 〈〈별의 반짝임이여/여름을 기다리는 돛처럼〉〉 (星のかがやきよ/夏を待つセイル(帆)のように 호시노카가야키요/나츠오마츠세이루노요니[*]) |           |
| 41. | 〈〈슬퍼하는 만큼 그대가 좋아요/힘차게 가요!〉〉 (悲しいほど貴方が好き/カラッといこう! 카나시이호도아나타가스키/카랏토이코[*])        |           |
| 42. | 〈〈가슴에 불을 붙여〉〉 (ハートに火をつけて 하토니히오츠케테[*])                                                                     |           |
| 43. | 〈〈글로리어스 마인드〉〉 (グロリアス マインド 구로리아스 마인도[*])                                                                  |           |
| 44. | 〈〈날개를 펼쳐/사랑은 어두운 곳 안에서〉〉 (翼を広げて/愛は暗闇の中で 츠바사오히로게테/아이와쿠라야미노나카데[*])                    |           |

### 추가 수록
| #  | 제목 | 재생 시간 |
| -- | --- | --------- |
| 1. | 〈〈끝없는 꿈을〉〉 (果てしない夢を 하테시나이유메오[*])                                                                                      |           |
| 2. | 〈〈크리스마스 타임〉〉 (クリスマス タイム 크리스마스 타이무[*])                                                                              |           |
| 3. | 〈〈LOVE ~잠 못 이루고 그대의 옆얼굴을 계속 보고있었어~〉〉 (LOVE ~眠れずに君の横顔ずっと見ていた~ - 네무레즈니키미노요코가오즛토미테이타[*]) |           |
| 4. | 〈〈이방인〉〉 (異邦人 이호진[*]) |           |
| 5. | 〈〈약속없는 사랑〉〉 (約束のない恋 야쿠소쿠노나이코이[*])                                                                                    |           |

### DVD
- "이렇게 곁에 있는데도"
- 2007. 6. 26-27 아오야마 재장(斎場) "ZARD/사카이 이즈미 추모회"
- 2007. 9. 14 LIVE at 일본 무도관 DOCUMENT ~이렇게 곁에 있는데도